# Aeródromo Sitry
El aeródromo Sitry (en inglés: Sitry Skiway) fue un aeródromo de hielo de la Antártida operado por la ENEA del Programa Nacional de Investigaciones en la Antártida de Italia. Sirvió como punto de reabastecimiento entre la base Mario Zucchelli y la base Dumont d'Urville. El aeródromo se localiza a 1600 metros sobre el nivel del mar sobre la meseta polar, a 600 km de la base Zucchelli, ubicada en la costa Scott de la Tierra de Victoria. El nombre Sitry es corrupción de C-3 Point.
La pista de hielo fue utilizada por Italia desde 2000 en el verano austral, en los meses de diciembre a febrero, por aviones Twin Otter. 
El aeródromo fue utilizado por última vez en 2010 y cerrado. Está previsto remover todo de este sitio debido a que las sastrugis -superficie nevada que presenta muchas irregularidades topográficas, modelada por surcos agudos e irregulares que se forman por la erosión del viento- crecen rápido y de gran tamaño haciendo difícil la operación de la pista. El punto de reabastecimiento fue trasladado al aeródromo Domo Talos.
El lugar estaba equipado con refugios (40 m² con 8 camas).
En el lugar Italia tiene una estación meteorológica automática denominada Irene, a 1218 m s. n. m., la cual ha quedado fuera de uso debido a la imposibilidad de realizar el mantenimiento. Forma parte de una red gestionada por el Observatorio Meteo-Climatológico Antártico que recopila datos de otras 12 estaciones meteorológicas operativas.

## Puente aéreo de los Twin Otter
El transporte liviano de cargas y pasajeros entre las bases Mario Zucchelli, Dumont d'Urville y Concordia es realizado por aviones con esquíes Twin Otter desde fines de octubre hasta que las condiciones del hielo lo permitan en febrero. Uno o dos aviones soportan las investigaciones científicas transportando material y equipos principalmente hacia la base Concordia en el domo C. Pueden transportar una tonelada de mercancías o 6 pasajeros con su equipaje polar y su alcance es de menos de 1000 km. Estos aviones pertenecen a la compañía canadiense Kenn Borek Air y en temporada estival austral parten de su base en Calgary (Canadá) con piloto, copiloto y mecánico viajando a la Antártida en un viaje de dos semanas vía Punta Arenas en Chile. En el aeródromo de Punta Rothera cambian sus ruedas por esquíes y luego pasando por el aeródromo Jack F. Paulus en el polo sur alcanzan la base McMurdo antes de llegar a Zucchelli.
En los viajes entre la pista menor del aeródromo de la base Mario Zucchelli y el aeródromo de Concordia (1165 km) los aviones hacen escala en el aeródromo Mid Point, ubicado a 532 km de Zucchelli. En caso de no estar disponibles ninguna de las pistas de hielo marino de Zucchelli, los aviones utilizan el aeródromo Lago Enigma o el aeródromo Paso Browning. Entre Zucchelli y el aeródromo D-10 de la base Robert Guillard (inmediata a Dumont d'Urville) los vuelos son de 1263 km, debiendo hacer escala de reabastecimiento en el campamento Domo Talos a 258 km de Zucchelli. Previamente se utilizó el aeródromo Sitry a 601 km de Zucchelli y a 653 km de S-10. Entre S-10 y Concordia (1160 km) la escala se realiza en el aeródromo D-85 a 414 km de S-10.